# Industrirock

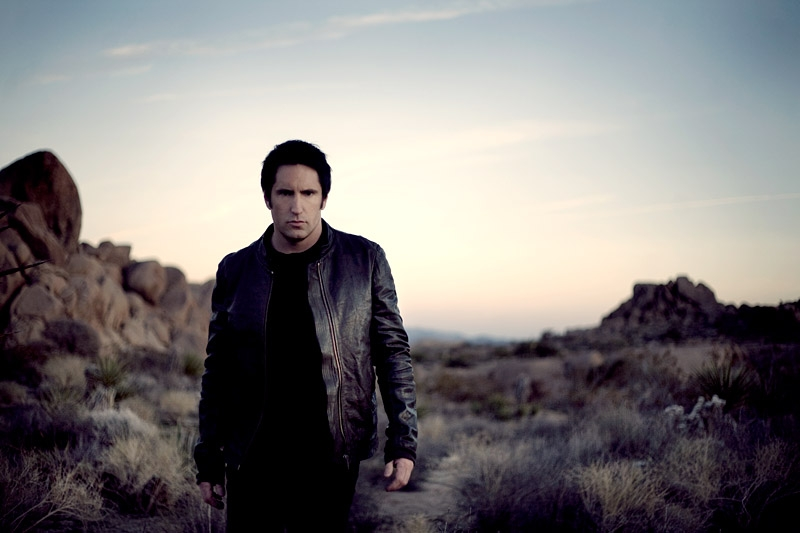
Nine Inch Nails frontfigur Trent Reznor brukar ofta beskrivas som en av industrirockens pionjärer.

Industrirock (engelska: Industrial rock) är en fusiongenre mellan musikgenrerna industrial och rock. Genren karaktäriseras av sitt ofta väldigt råa uttryck med mycket elektroniskt inslag och ljud som kan anses vara oväsen och obehagliga. Detta blandas med rockiga riff och beats och kryddas ofta med ganska okonventionella texter som inte sällan behandlar ämnen som anses tabu eller allmänt obekväma eller skrämmande. Benämningen industri- kommer av skivbolaget Industrial Records som var första med att släppa musik av det här slaget.

## Närbesläktade musikgenrer
- Electroindustri
- Electronic Body Music (EBD)
- Industrial
- Industrimetal
- Neue Deutsche Härte
- Noise

## Exempel på artister och grupper
- Blood
- Fear Factory
- Front Line Assembly
- How to Destroy Angels
- KMFDM
- Lizette &
- Marilyn Manson
- Ministry
- Mortiis
- Nine Inch Nails
- Oomph!
- Orgy
- Peace, Love and Pitbulls
- Rammstein
- Rob Zombie
- Skinny Puppy
- Sällskapet
- Terminal Choice